# Hygroaster
Hygroaster is een geslacht van schimmels behorend tot de familie Hygrophoraceae. De typesoort is Hygrophorus nodulisporus. Het geslacht is beschreven door Rolf Singer en is in 1955 voor het eerst geldig gepubliceerd.

## Soorten
Het geslacht telt in totaal tien soorten (peildatum december 2021):
| Soortnaam                  | Auteur(s)                            | Publicatiejaar |
| -------------------------- | ------------------------------------ | -------------- |
| Hygroaster agumbensis      | Sathe & S.M. Kulk.                   | 1981           |
| Hygroaster albellus        | Singer                               | 1989           |
| Hygroaster andasibensis    | Ralaiv., Niskanen & Liimat.          | 2020           |
| Hygroaster cleefii         | Franco-Mol. & López-Quint.           | 2007           |
| Hygroaster iguazuensis     | B.E. Lechner & J.E. Wright           | 2005           |
| Hygroaster lacteus         | E. Ludw. & Ryberg                    | 1997           |
| Hygroaster madagascarensis | Ralaiv., Niskanen & Liimat.          | 2020           |
| Hygroaster nodulisporus    | (Dennis) Ralaiv., Niskanen & Liimat. | 2020           |
| Hygroaster sulcatus        | (Z.S. Bi) T.H. Li & Z.S. Bi          | 1993           |
| Hygroaster trachysporus    | Z.S. Bi                              | 1988           |